# Iglesia de Santiago El Real (Medina del Campo)

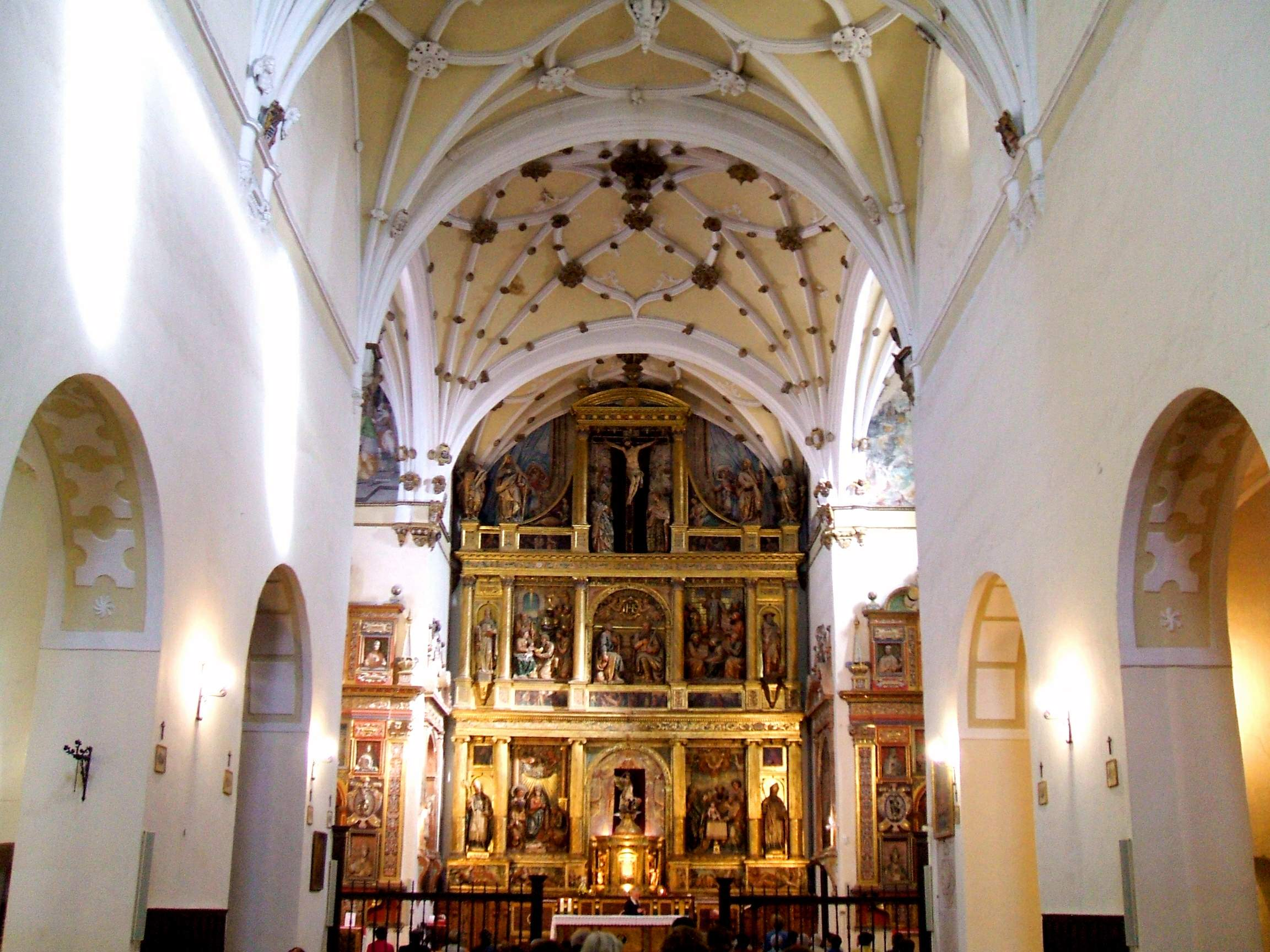
Interior

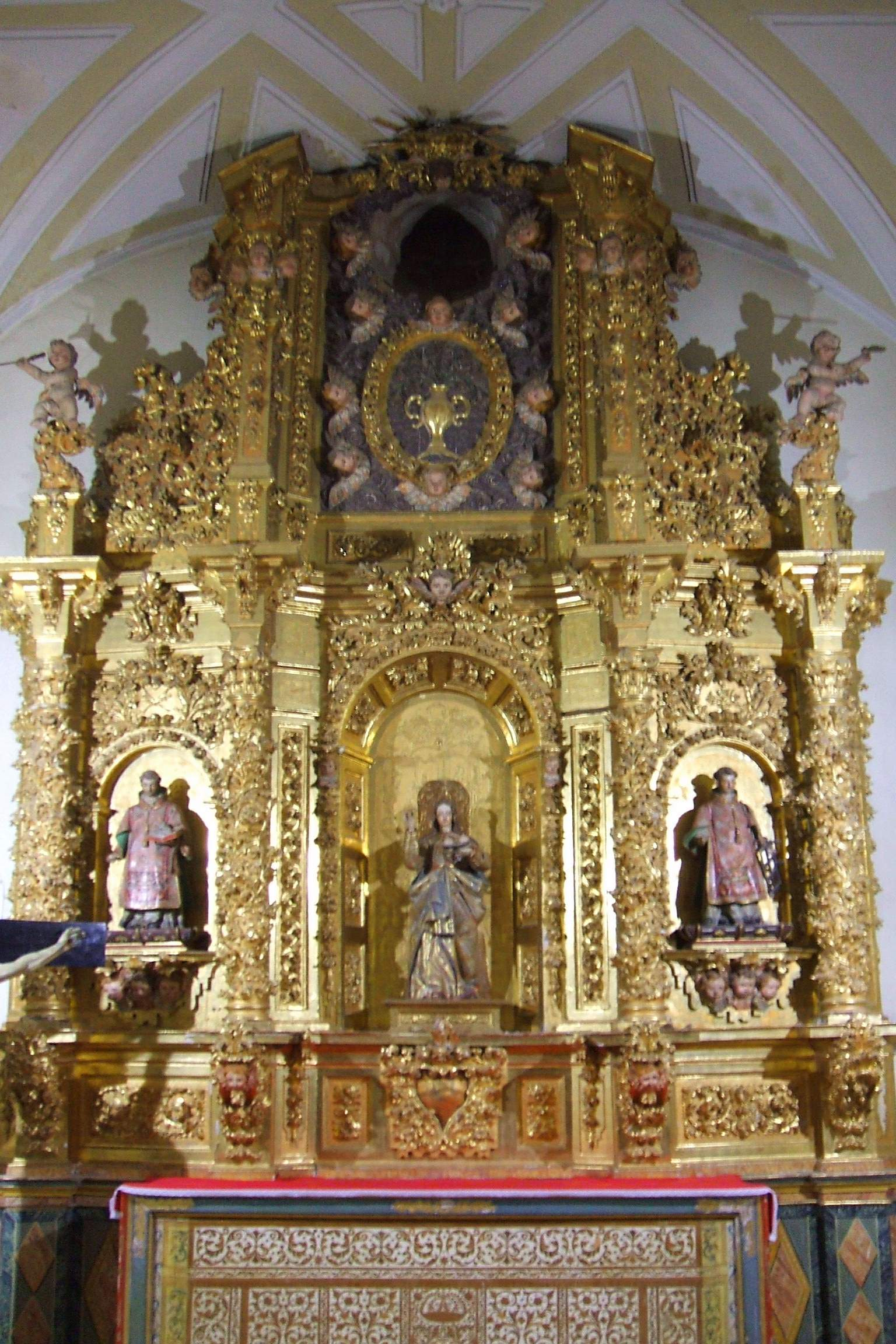

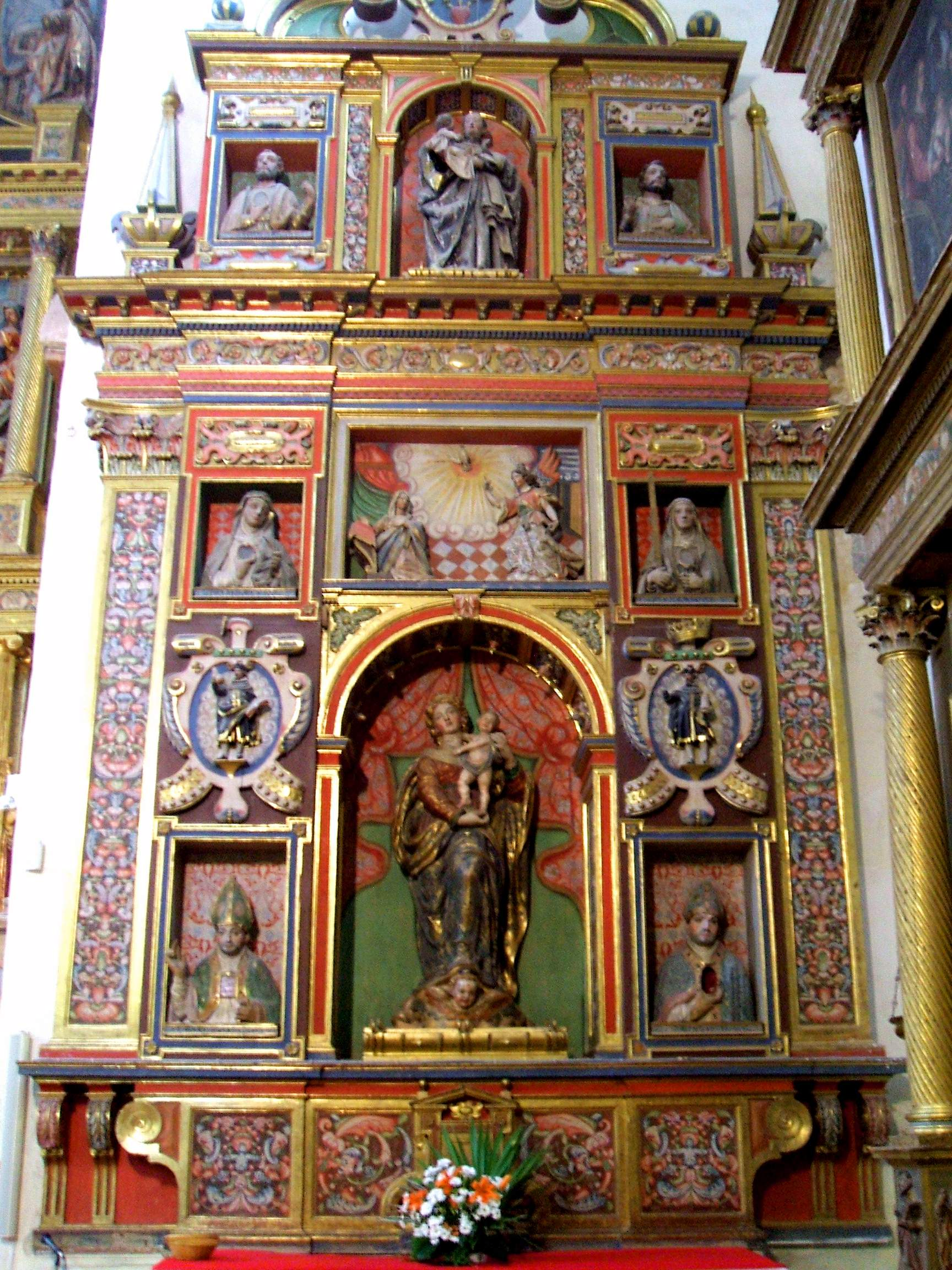

La iglesia de Santiago El Real está situada en Medina del Campo, custodia el sepulcro del Marqués de la Ensenada, un valioso retablo mayor y dos suntuosos relicarios. Del antiguo conjunto solo se conserva la iglesia.

## Historia
Con el título de Santiago existió una iglesia ya nombrada en la relación de parroquias de 1177; situada al extremo de la actual calle de Santa Teresa y reformada en los comienzos del siglo XVI, funcionó como tal hasta 1770, año en que fue trasladada a este edificio, originalmente construido como iglesia del noviciado de jesuitas y acogido a la advocación de San Pedro y San Pablo.
Efectivamente, los jesuitas vieron en Medina un lugar de prosperidad en el cual debían instalarse y así lo hicieron al poco de ser constituida su orden. Rodrigo de Dueñas es quien en primer término apoya su llegada, cediéndoles el uso de unas casas que enseguida se quedaron pequeñas para realizar la labor pastoral; por ello, el citado cambista compra y cede unos terrenos situados frente a la plaza de Santiago para que la Compañía construya un colegio. La traza (posteriormente modificada) corre a cargo del importante arquitecto de la orden Fr. Bartolomé de Bustamante, y la primera piedra es puesta solemnemente en julio de 1553 por San Francisco de Borja, por entonces comisario jesuita de España, abriéndose al culto diez años más tarde. Del antiguo conjunto, cuya planta conocemos bien gracias a un plano elaborado en la segunda mitad del siglo XVIII, sólo se conserva la iglesia, como hemos dicho hoy parroquial de Santiago, construida bajo el patrocinio de Pedro Cuadrado y Francisca Manjón.

## Planta
La disposición de su planta, aunque con conocidos antecedentes, establece el modelo luego seguido en las iglesias jesuíticas, con una sola nave rectangular provista de capillas laterales unidas mediante pasillos abiertos en los muros transversales, amplio crucero y cabecera cuadrada; tras ésta se sitúa la sacristía y junto a ella, en comunicación directa con la iglesia por el crucero en el lado del evangelio, el relicario. A pesar de lo novedoso del plano, las formas de cubrir los espacios son aún las propias del último gótico a base de bóvedas de crucería estrellada, pero presentando decoración ya renaciente; todas las capillas laterales se cubren con bóvedas de cañón de arco de medio punto. El coro está situado a los pies sobre el cuerpo de entrada al templo.
La construcción comienza por la cabecera (acabada en 1562), dos años más tarde se están construyendo los tramos de la nave y se terminan las capillas laterales en las primeras décadas del siglo siguiente. En 1665 el colegio-noviciado sufre un terrible incendio que llega, por la cabecera, hasta la sacristía y el relicario no pasando al cuerpo de la iglesia que permanece intacto. En la década siguiente se reconstruye la mayor parte de las zonas afectadas, entre ellas las dos estancias citadas.

## Exterior
Exteriormente, la iglesia se asienta sobre basamento de piedra y muros enteramente de ladrillo tan sólo abiertos por los ventanales que dan luz al interior; la portada, situada a los pies, es de muy sencilla composición con arco de medio punto flanqueado por columnas sobre pedestal es; en el frontón se halla el escudo de la Compañía y a los lados los de los patronos; tras la expulsión de los jesuitas, y ya convertida en parroquia con el apelativo de Real, se dispone en lo alto el escudo de Carlos III. También a raíz de dicho traslado, se construye en 1799 la torre para instalar las campanas, sustituyendo a una primitiva espadaña.

## Interior
El interior ofrece un variado y muy interesante conjunto de obras artísticas de diversa procedencia. En el presbiterio, el retablo mayor de dos cuerpos más ático, es realizado por el ensamblador Sebastián López a partir de 1595, con la intervención en la parte escultórica de Adrián Álvarez, Pedro de la Cuadra y Juan Montejo; en el banco hay cuatro relieves con las Virtudes, en los dos cuerpos los relieves muestran escenas de la infancia de Jesús (Nacimiento, Circuncisión, Adoración de los Reyes y Predicación en el templo), y en los extremos esculturas de los cuatro doctores de la Iglesia; preside el conjunto el relieve de los primeros santos titulares del templo, San Pedro y San Pablo, sobre el que se halla, en el ático, el calvario; sobre los entablamentos hay pequeñas pinturas en tabla, algunas de ellas de gran calidad, y sobre el sagrario una figura ecuestre de Santiago matamoros, procedente de la antigua parroquia; en los extremos del coronamiento hay cuatro esculturas de profetas. En el muro del evangelio se abre una hornacina donde se hallan las estatuas orantes de los fundadores: Pedro Cuadrado y Francisca Manjón.
En los muros testeros del crucero se disponen en 1635 dos retablos relicario que siguen la traza de la decoración hecha por Rainaldi para la ceremonia de canonización de San Carlos Borromeo; las imágenes titulares, respectivamente Jesús atado a la columna y la Virgen con el Niño, realizadas entre 1563 y 1565 por el hermano Domingo Beltrán de Otazu, están rodeadas en ambos casos por pequeños bustos destinados a acoger reliquias de diferentes santos. Jesús atado a la columna es una de las obras fundamentales de la escultura castellana de la segunda mitad del siglo XVI.
Los otros dos retablos situados en los testeros de los brazos del crucero proceden de la antigua iglesia parroquial de San Martín
- el situado en el lado del evangelio está compuesto por tablas pintadas con escenas de la infancia de Jesús; de gran calidad, han sido atribuidas a un pintor muy cercano al círculo de Alonso Berruguete; en el banco hay dos relieves, también excelentes, que representan a Santiago matamoros y la Misa de San Gregario, rematando el conjunto un calvario, al igual que los anteriores de inspiración flamenca
- el retablo del lado de la epístola, realizado para la capilla de Palomares de la citada iglesia, es de inferior calidad y en él participaron el ensamblador Diego de Basoco, el pintor Francisco de Pineda (a quien se deben los lienzos) y algún escultor de la escuela toresana de los Ducete al que pueden adscribirse los relieves del banco; su imagen titular, la Asunción de la Virgen, se halla actualmente en el Museo Diocesano y ha sido sustituida por otra de San Ignacio. Junto al primero de los citados retablos se encuentra un gran lienzo con la escena de la Anunciación, obra de Diego Valentín Díaz.

En las capillas de la nave cabe destacar varias obras de relevancia: 
- en la primera del lado del evangelio hay dos crucificados de bella factura, el titular de la capilla, el Santo Cristo de la Agonía, talla atribuida recientemente al jesuita Domingo Beltrán, y otro de menores dimensiones relacionado con los seguidores abulenses de Berruguete
- en la tercera del de la epístola, junto al crucero, destaca una singular Virgen de la Expectación, gótica del siglo XIV, que procede de la desaparecida parroquia de Nuestra Señora de la Antigua
- junto a esta capilla, en la nave, se halla empotrada en el muro la lápida funeraria del marqués de la Ensenada, personaje aquí enterrado cuyos restos fueron trasladados hace más de medio siglo al panteón de marinos ilustres de Cádiz
- en la sacristía destaca una espléndida tabla flamenca de la segunda mitad del siglo XVI, que representa el Llanto sobre Cristo muerto
- también hay colgados varios cuadros en lienzo y en tabla de discreta calidad, un excelente Cristo sin policromar del tercer cuarto del siglo XVI, que puede atribuirse a Domingo Beltrán y un pequeño retablo del XVIII dedicado a San Nicolás de Bari.

## La capilla relicario
La capilla relicario es un espacio sobrecogedor en el que se hace patente la importancia que los jesuitas dieron al culto a las reliquias y a la devoción por los mártires. De los relicarios de este tipo que aún quedan en antiguos o actuales colegios de jesuitas, ninguno como este se conserva tan fielmente al espacio en que fue construido. La capilla original debió de estar dedicada a la Virgen y debía ser visitada a diario por los colegiales. Reconstruida totalmente tras el incendio de 1665 y destinada ya a relicario, consta de una nave de cañón con lunetos rematada en su cabecera por una cúpula vaída; la decoración de los techos se hace a base de pinturas al fresco y labores en yeso de gran vistosidad. 
El retablo está dedicado al fundador del colegio, San Francisco de Borja, cuya escultura está rodeada por lienzos con escenas de la vida de la Virgen, de inequívoca intención contrarreformista; en el ático se encuentra la talla de Nuestra Señora del Buen Consejo flanqueada, entre otros, por dos lienzos que copian los personajes de la Anunciación original de Allori. Los muros de la nave están materialmente cubiertos por relicarios de todos los tipos: arquitectónicos (de fachada o retablo, piramidales, de templete ...), de viril o custodia, enmarcados, de urna y -los más significativos- antropomorfos; a esta última tipología corresponden dos series de bustos de santos y santas: en los primeros están representados santos jesuitas japoneses, así como los primeros miembros de la Compañía elevados a los altares, junto con otros de especial significado para la orden; las santas son de talla más elaborada y uniforme, estando fechadas todas ellas en 1673. Como piezas artísticas han de destacarse, entre otras, un crucifijo hispano-filipino de marfil de comienzos del siglo XVIII, un atril de arte namban, en laca japonesa, de los años finales del XVI y un pequeño lienzo de San Ignacio, que tras sucesivos traslados han sido recogidos en este singular recinto.